# Ivo Táborský
Ivo Táborský (* 10. května 1985 Praha) je bývalý český profesionální fotbalový záložník či útočník, který svoji kariéru ukončil v dresu Dynama České Budějovice. Od ledna 2025 plní v klubu funkci manažera. Předtím tuto pozici zastával v letech 2020 až 2024.

## Klubová kariéra
Svoji fotbalovou kariéru začal ve Slavii Praha, kde se přes mládežnické kategorie propracoval v roce 2001 do prvního mužstva. V něm nastupoval převážně za rezervu nebo hostoval. V letech 2003–2004 v Bohemians 1905. V zimě 2004 v Příbrami a od roku 2005 do roku 2007 v Českých Budějovicích. Před sezonou 2007/08 zamířil na přestup do Mladé Boleslavi. V mužstvu zpočátku pravidelně a předváděl kvalitní výkony. V průběhu sezony 2011/12 odešel hostovat do Slovanu Bratislava.

### SK Dynamo České Budějovice
V září 2012 odešel na hostování z Mladé Boleslavi do Českých Budějovic. 3. května 2013 vstřelil gól vedoucímu týmu Gambrinus ligy Viktorii Plzeň, ale k vítězství to nevedlo, zachraňující se České Budějovice podlehly v Plzni soupeři 2:3. Za mužstvu odehrál celkem 22 zápasů, ve kterých se 4 gólově prosadil.

### FK Teplice
Před sezonou 2013/14 skončilo Táborskému hostování v Českých Budějovicích a smlouva v Mladé Boleslavi. Hráč byl nejprve na testech v německých Drážďanech a následně se domluvil na kontraktu s Teplicemi. 19. srpna 2013 se jednou vstřelenou brankou podílel na debaklu domácí Slavie Praha v poměru 7:0 pro Teplice. 28. září 2013 skóroval proti Bohemians Praha 1905, podílel se tak na vysoké výhře 5:1.

### FC Inter Baku
Počátkem února odešel na půlroční hostování s možností opce do ázerbájdžánského klubu FC Inter Baku. V létě 2014 se do Teplic vrátil.